# Mãe Só Há Uma
Mãe Só Há Uma è un film del 2016 diretto da Anna Muylaert. È stato proiettato nella sezione Panorama al 66º Festival Internazionale del Cinema di Berlino,  dove ha vinto un Premio della Giuria ai Teddy Awards per i film LGBT al festival.
Il film vede come protagonista Naomi Nero nei panni di Felipe/Pierre, un adolescente la cui vita viene sconvolta quando scopre che la donna che lo ha cresciuto non è la sua vera madre, avendolo invece portato via da un ospedale poco dopo la sua nascita.

## Trama
Pierre è un adolescente brasiliano della classe media che esplora costantemente la sua identità di genere e il suo orientamento sessuale senza troppi pensieri. Pierre vive in un sobborgo di San Paolo con la madre adottiva e la sorella. La sua spensierata esistenza adolescenziale viene sconvolta quando viene trovato da degli investigatori che gli rivelano che il suo vero nome è Felipe e che la donna che chiama madre lo ha rapito dall'ospedale poco dopo la sua nascita.
Dopo che il test del DNA rivela la sua vera parentela, la custodia di Felipe/Pierre viene data alla sua famiglia naturale, mentre sua madre "adottiva" viene mandata in prigione per aver rapito non solo Pierre ma anche sua sorella da un'altra famiglia. Non avendo alternative e completamente sotto shock, Felipe/Pierre è costretto a trasferirsi in una famiglia conservatrice dell'alta borghesia.
Poco dopo che l'adolescente si è trasferito e l'eccitazione iniziale svanisce, i genitori di Pierre iniziano a cercare di cambiarlo per farlo adattare meglio al loro stile di vita.

## Accoglienza

### Botteghino
Il film ha incassato ai botteghini 188.563 dollari.

## Riconoscimenti
- 2016 - Festival internazionale del cinema di Berlino[3]
  - Teddy Award - Premio dei lettori di Männer
- 2016 - Festival internazionale del cinema di San Sebastián
  - Nomination Miglior film latinoamericano
- 2016 - Valladolid International Film Festival
  - Miglior attore a Naomi Nero
  - Rainbow Spike
  - Ribera de Duero Award al miglior regista
- 2016 - World Cinema Amsterdam
  - Nomination Miglior film
- 2017 - Cinema Brazil Grand Prize
  - Nomination Miglior film
  - Nomination Miglior regista
  - Nomination Miglior sceneggiatura originale
- 2017 - Prêmio Guarani
  - Miglior attore non protagonista a Matheus Nachtergaele
  - Nomination Miglior attrice non protagonista a Dani Nefussi
  - Nomination Miglior attore esordiente a Naomi Nero